# San Fernando de Apure

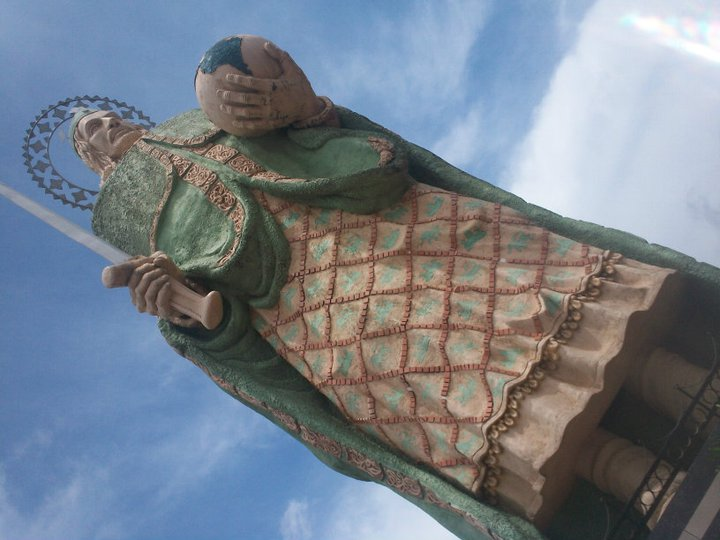
Monumentul lui San Fernando

San Fernando de Apure este capitala statului Apure, a fost fondat în 1788 de guvernatorul Don Fernando de Miyares González la confluența râurilor Apure și Orinoco. Orașul are o suprafață de 5.982 km², în 2001 avea peste 175.056 locuitori.
În 1831 s-a deschisă prima școală privată pentru tineri de Juan Castellano; în 1931 o școală pentru copii, iar în 1875 s-a deschis Colegiul federal. Învățământul universitar a început în 1976 prin crearea nucleului Universității Simón Rodriguez.

## Parohiile civile ale orașului
Orașul are patru parohii civile, care sunt următoarele:
- El Recreo
- Peñalver
- San Fernando
- San Rafael de Atamaica

## Orașele satelite ale lui San Fernando
| - Boca del Arichuna - Boca del Tigre - Boquerones - Cabuyarito - Coveras - El Caimán - El Jobal - El Negro | - La Arenosa - La Bendición - La Culebra - La Esperanza - La Gomera - La Maciera - La Palmita - La Rompia | - La Vega de Arauquita - Las Peonias - Los Dividiven - Los Médanos - Los Valentones - Mangas |